# Herpsilochmus scapularis
El tiluchí alirrufo norteño (Herpsilochmus scapularis), es una especie (o el grupo de subespecies E. rufimarginatus scapularis, dependiendo de la clasificación adoptada) de ave paseriforme de la familia Thamnophilidae perteneciente al numeroso género Herpsilochmus. Es nativo de Sudamérica, y extremo sureste de Centroamérica. Estudios taxonómicos recientes sugieren que el presente taxón es inválido.

## Distribución y hábitat
Se distribuye de forma disjunta desde el este de Panamá, hacia el sur,  por Colombia, Ecuador, Perú, centro oeste de Brasil, hasta el norte de Bolivia, hacia el este por Venezuela, Guyana, Surinam y  norte y noreste de la Amazonia brasileña; y en el oriente de Brasil.
Sus hábitats naturales son variados: los bosques tropicales y subtropicales de tierras bajas y de estribaciones, tanto húmedos como secos y las regiones arbustivas secas. Hasta los 1500 m de altitud.

## Sistemática

### Descripción original
La especie H. scapularis fue descrita por primera vez por el naturalista alemán Maximilian zu Wied-Neuwied en 1831 bajo el nombre científico «Myiothera scapularis»; la localidad tipo es: «Bahia, Brasil».

### Etimología
El nombre genérico masculino «Herpsilochmus» proviene del griego «herpō»: reptar, arrastrarse y «lokhmē»: matorral, chaparral; significando «que se arrastra por el matorral»; y el nombre de la especie «scapularis», deriva del latín «scapula»: hombros.

### Taxonomía
La presente especie (junto a los taxones frater y exiguus) es tratada como conespecífica con  Herpsilochmus rufimarginatus,  pero algunas clasificaciones, como Aves del Mundo (HBW) y Birdlife International (BLI), consideran al grupo de subespecies scapularis como una especie separada, con base en diferencias morfológicas y de vocalización. Sin embargo, esto no es todavía reconocido por otras clasificaciones.
Las diferencias de H. rufimarginatus apuntadas por HBW para justificar la separación del grupo de tres subespecies son: su dorso gris es teñido de oliva con pocas o ninguna manchas negras; el canto es muy distintivo, envolviendo una frecuencia más alta, y sin sobreposición con ninguna de las tres subespecies, unas tres notas iniciales de ritmo lento exclusivas, y un número total de notas menor, pero la duración total ligeramente mayor, de forma que el ritmo es mucho más lento; los llamados también deben diferenciarse.
Sin embargo, estudios en profundidad de las vocalizaciones de los cuatro taxones compreendidos en el complejo H. rufimarginatus, concluyeron que H. rufimarginatus frater (incluyendo H. r. exiguus) debe ser tratada como especie separada, y que el taxón scapularis (con localidad tipo en el estado de Bahia, dentro de la zona de la subespecie nominal) sería apenas un sinónimo posterior de rufimarginatus, y por lo tanto inválido. La separación de Herpsilochmus frater y la invalidez de H. scapularis fueron referendados en la Propuesta N° 870 al Comité de Clasificación de Sudamérica (SACC), en 2020.

### Subespecies
Según la clasificación Aves del Mundo se reconocen tres subespecies, con su correspondiente distribución geográfica:
- Herpsilochmus scapularis exiguus Nelson, 1912 – este de Panamá (este de la provincia de Panamá, Darién), noroeste de Colombia (Córdoba, Bolívar) y oeste de Ecuador (Esmeraldas, sur de Pichincha, norte de Los Ríos).
- Herpsilochmus scapularis frater P.L. Sclater & Salvin, 1880 – norte y sur de Colombia (base de los Andes orientales en La Guajira, Boyacá, Meta, Putumayo) hacia el sur hasta el este de Perú y norte de Bolivia (Pando y La Paz hacia el este hasta Santa Cruz), también en el norte y sur de Venezuela (Zulia al este hasta Monagas, y Bolívar y norte de Amazonas), extremo sur de Guyana, centro de Surinam, y extremo norte y centro sur de la Amazonia brasileña (norte de Roraima, y desde el sur de Pará y oeste de Maranhão hacia el suroeste hasta Rondônia y norte de Mato Grosso).
- Herpsilochmus scapularis scapularis (Wied-Neuwied, 1831) – este de Brasil (costa de Paraíba hacia el sur hasta Alagoas, y en el este de Bahía, este de Minas Gerais y Espírito Santo).